# Fudoki
Els fudoki (風土記) són informes antics sobre la cultura i la geografia de les províncies del Japó. Contenen documents agrícoles, geogràfics, folklòrics, mitològics i històrics.Després de les reformes Taika de 646, calgué centralitzar i consolidar el poder de la cort imperial, i conéixer l'estat de les terres. Segons el Shoku Nihongi, l'emperadriu Genmei el 713 emeté un decret que requeria informació de cada província. La recopilació dels fudoki es feu en 20 anys.
Almenys 48 províncies aportaren informació als registres, però només en sobreviu el de la província d'Izumo. Parcialment es coneixen els registres d'Hizen, Bungo, Harima i Hitachi, i uns pocs passatges d'alguns volums estan dispersos en fonts secundàries.